# کریستین ژنی لوبریگاس تاندینگان
کریستین ژنی لوبریگاس تاندینگان (زادهٔ ۱۱ مارس ۱۹۹۲) خواننده و رپر فیلیپینی است. او پس از پیروزی در فصل اول ایکس فاکتور فیلیپین به شهرت رسید.
لوبریگاس تاندینگان از کودکی شروع به آواز خواندن کرد، اما پس از اینکه از مشکل گلو رنج می‌برد، مجبور شد زمانی که در سال اول دبیرستان بود آن را ترک کند. او فارغ‌التحصیل دانشگاه جنوب شرقی فیلیپین در شهر داوائو است و با مدرک لیسانس در زیست‌شناسی فارغ‌التحصیل شده‌است.

## آهنگ‌شناسی

### آلبوم‌های استودیویی
| سال  | عنوان                                                                  | گواهینامه‌ها (آستانه فروش) |
| ---- | ---------------------------------------------------------------------- | ------------------------- |
| ۲۰۱۳ | KZ تاندینگان - تاریخ انتشار: ۳ می ۲۰۱۳ - فرمت‌ها: سی دی، دانلود دیجیتال |                           |
| ۲۰۱۷ | برتری روح - منتشر شده: ۲۰۱۷ - فرمت‌ها: سی دی، دانلود دیجیتال            |                           |

### تک آهنگها
| " به آرامی مرا بکش "                                                                                  | ۲۰۱۲ | -  | - | ایکس فاکتور فیلیپین / KZ Tandingan                                                                                             |
| "ترس از مرگ"                                                                                          | ۲۰۱۳ | -  | - | هیمیگ هاداگ / KZ Tandingan |
| "پورو لارو"                                                                                           | ۲۰۱۳ | -  | - | KZ تاندینگان |
| "محل کو و محل آکو"                                                                                    | ۲۰۱۴ | -  | 3 | هیمیگ هاداگ |
| "لابان پا"(با جی آر)                                                                                  | ۲۰۱۶ | -  | - | هیمیگ هاداگ |
| " دو نفر کمتر تنها در جهان "                                                                          | ۲۰۱۷ | 2  | 1 | موسیقی متن کیتا کیتا |
| "لبو"                                                                                                 | ۲۰۱۷ | -  | - | برتری روح |
| ""غیرممکن" (KZ Tandingan x Shanti Dope)                                                               | ۲۰۱۹ | -  | - | برتری روح |
| "پرچم خود را بلند کن" {{سخ}} (با کریتیکو)                                                             | ۲۰۱۹ | -  | - | |
| "موهای من، بگو"                                                                                       | ۲۰۲۰ | -  | - | |
| "نمی‌توانم صبر کنم تا بگویم انجام می‌دهم" (با TJ Monterde)                                              | ۲۰۲۰ |    |   | |
| "گابای"                                                                                               | ۲۰۲۱ | -  | - | گابای (از " رایا و آخرین اژدها " / نسخه تاگالوگ)                                                                               |
| «هولی نا، هولی نا»                                                                                    | ۲۰۲۲ | -  | - | موسیقی متن رسمی گل شیطان |
| پیناس لانگ مالاکاس                                                                                    | ۲۰۲۳ | -  | - | آهنگ رسمی کمپین ملی تشویق قهرمانی MLBB M4 جهانی با همکاری نیک ماکینو، بازیگران MPL فیلیپین، لیست سیاه بین‌المللی و ECHO فیلیپین |
| به عنوان هنرمند برجسته                                                                                |      |    |   | |
| "بولانگ کریستال" (با ابرا)                                                                            | ۲۰۱۶ | -  | - | ابرا |
| "ایکاو در آکو پا رین" (با TJ Monterde)                                                                | ۲۰۱۷ | 43 | 8 | تی جی مونترد - ای پی |
| "صنعت" (با Gloc-9)                                                                                    | ۲۰۱۷ | -  | - | سوکلی |
| «—» به صدای ضبط شده‌ای اشاره می‌کند که قبل از دوره بیلبورد فیلیپین در جدول قرار نگرفته یا منتشر شده‌است. |      |    |   | |

## فیلم‌شناسی

### تلویزیون
| سال        | عنوان                              | شبکه                | نقش        | یادداشت                                                                                      | Ref(s) |
| ---------- | ---------------------------------- | ------------------- | ---------- | -------------------------------------------------------------------------------------------- | ------ |
| 2012       | ایکس فاکتور فیلیپین                | ABS-CBN             | شرکت کننده | برنده                                                                                        |        |
| 2012–اکنون | هر چه سریعتر                       | ABS-CBN             | خودش       | بازیگر                                                                                       |        |
| 2013–2021  | هیمیگ هاداگ                        | ABS-CBN             | شرکت کننده | "ترس تا مرگ" (مقام چهارم) "محل کو و محل آکو" (برنده) "لابان پا" (مقام سوم) "ماروپوک" (برنده) |        |
| 2014       | زنبور آوازخوان                     | ABS-CBN             | شرکت کننده | برنده؛ برنده ۱٬۰۰۰٬۰۰۰ پوند                                                                  |        |
| 2015       | چهره شما آشنا به نظر می‌رسد (فصل ۲) | ABS-CBN             | شرکت کننده | مقام ۴                                                                                       |        |
| 2016       | ما OPM را دوست داریم               | ABS-CBN             | مرشد       | ای دیوا مقام سوم                                                                             |        |
| 2017       | آنگ پروبینسیانو از FPJ             | ABS-CBN             | خودش       | خواننده عروسی                                                                                |        |
| 2018       | خواننده ۲۰۱۸                       | تلویزیون هونان      | شرکت کننده | ابتدا به عنوان رقیب دعوت شد                                                                  |        |
| 2022       | کلاس بالا                          | TV5                 | خودش       | مربی آواز                                                                                    |        |
| 2023       | بچه‌های صدا                         | کانال کاپامیلیا A2Z | خودش       | مربی                                                                                         | [ ۷ ]  |

### فیلم‌های
| سال  | عنوان    | نقش   |
| ---- | -------- | ----- |
| ۲۰۱۹ | هنر لیگا | کاریس |